# 168 км (зупинний пункт, Придніпровська залізниця)
168 кіломе́тр — пасажирський залізничний зупинний пункт Дніпровської дирекції Придніпровської залізниці на неелектрифікованій лінії Самар-Дніпровський — Леб'яже між станціями Самар-Дніпровський (6 км) та Губиниха (15 км). Розташований поблизу присадибних ділянок за декілька кілометрів від села Мар'янівка Самарівського району Дніпропетровської області.

## Пасажирське сполучення
На платформі 168 км зупиняються приміські поїзди сполученням  Дніпро — Берестин.